# All of the Lights
All of the Lights – hip hopowy singiel Kanye Westa z gościnnym udziałem Rihanny, wydany 18 stycznia 2011 roku, jako czwarty singiel promujący piąty album studyjny My Beautiful Dark Twisted Fantasy Westa. Oprócz Rihanny głosu użyczyli także tacy artyści jak: John Legend, The-Dream, Elly Jackson, Alicia Keys, Fergie, Kid Cudi i Elton John.
Utwór zadebiutował na 54 pozycji Billboard Hot 100 i 14 Hot R&B/Hip-Hop Songs. Ponadto piosenka znalazła się w top-30 w Australii i Nowej Zelandii, oraz w top-40 w Irlandii i Belgii. Kompozycja uzyskała bardzo pozytywne recenzję od krytyków, którzy chwalili kompozycję za detale w produkcji oraz dramatyczny temat piosenki i styl w muzyce.
„All of the Lights” wyróżniono dwoma nagrodami Grammy 2012 w kategoriach: Najlepsza Piosenka – Rap oraz Najlepsza kolaboracja rapowo-wokalna.

## Kompozycja
Piosenkę napisali West, producent Jeff Bhasker, raperzy Malik Yusef i Really Doe, a wyprodukował West z pomocą Bhaskera. W piosence można usłyszeć wokal takich artystów jak: Alicia Keys, John Legend, The-Dream, Drake, Fergie, Kid Cudi, Elton John, Ryan Leslie, Charlie Wilson, Tony Williams, Elly Jackson z La Roux, Alvin Fields, Ken Lewis i Rihanna, którzy śpiewają refren. W wywiadzie dla MTV, Jackson wyjaśniła wokale z piosenki, stwierdzając „on często współpracuje z tymi wszystkimi innymi ludźmi i on po prostu zasadniczo chce użyć wokalistów, ulubieńców z całego świata, by stworzyć tę wokalną teksturę naprawdę jedyną w swoim rodzaju na swoją płytę, ale to nie jest rodzaj rzeczy, z którego można wybierać”.
Remix utworu zawiera więcej wersów z udziałem Drake i Kid Cudi. Wcześniejszy remix został ujawniony w 2010 roku i zawierał inne wersety Drake’a niż oficjalny.

## Wydanie
Kanye West potwierdził wydanie singla na portalu społecznościowym Twitter. Zaraz po wydaniu albumu piosenka zadebiutowała na 92 pozycji Billboard Hot 100. „All of the Lights” wydano jako czwarty singiel w Stanach Zjednoczonych 18 stycznia 2011 roku, natomiast w Wielkiej Brytanii 21 lutego 2011 roku. Rihanna została potwierdzona jako jeden z głównych, pobocznych artystów w radio. Kompozycja dołączyła w Wielkiej Brytanii w radio BBC Radio 1 do playlisty B.

## Teledysk
Teledysk do „All of the Lights” został nakręcony w styczniu 2011 roku i wyreżyserowany przez Hype Williamsa. W klipie występuje West, jak i Rihanna oraz Kid Cudi, w czerwonej skórze, która ma odniesienie do filmu Gaspara Noé Wkraczając w pustkę z 2009 roku. Premiera wideoklipu odbyła się za pośrednictwem kanału VEVO na YouTube 19 lutego 2011 roku. Po reportażu od brytyjskiej organizacji Epilepsy Action, że teledysk zawiera elementy powodujące padaczkę usunięto prolog oraz neonowe światła z materiału.

## Zespół
| - Produkcja: Kanye West - Pomoc przy produkcji: Jeff Bhasker - Nagrywanie:Andrew Dawson, Anthony Kilhoffer, and Mike Dean - Miksowanie: by Anthony Kilhoffer - Asystent inżyniera dźwięku: Christian Mochizuki, Pete Bischoff and Phil Joly - Klawisze: Jeff Bhasker and Mike Dean - Pianino: Elton John - Bass i instrumenty dęte: Danny Flam, Tony Gorruso, and Ken Lewis - Aranżacja: Ken Lewis | - Projekt: Brent Kolatalo - Orkiestra i dyrygent: Rosie Danvers - Trąbka: Mike Lovatt, Simon Finch, Andy Gathercole - Róg: Tim Anderson, Tom Rumsby, Richard Ashton - Puzon: Mark Frost, Philip Judge - Flet: Chloe Vincent - Skrzypce: Kotono Sato, Jenny Sacha - Altówka: Rachel Robson - Wiolonczela: Rosie Danvers, Chris „Hitchcock” Chorney - Aranżacja wiolonczeli: Mike Dean - Wokale wspomagające: Rihanna, Kid Cudi, Tony Williams, The-Dream, Charlie Wilson, John Legend, Elly Jackson (z La Roux), Alicia Keys, Elton John, Fergie, Ryan Leslie, Drake, Alvin Fields, and Ken Lewis |

## Notowania
| Listy (2010)                              | Najwyższe pozycje |
| ----------------------------------------- | ----------------- |
| Australia (ARIA Charts)                   | 26                |
| Belgia (Ultratip Flandria)                | 8                 |
| Belgia (Ultratip Walonia)                 | 10                |
| Francja (SNEP)                            | 57                |
| Irlandia (IRMA)                           | 35                |
| Kanada (Canadian Hot 100)                 | 53                |
| Niemcy (Black Charts)                     | 17                |
| Nowa Zelandia (RIANZ)                     | 19                |
| Stany Zjednoczone (Billboard 200)         | 29                |
| Stany Zjednoczone (Hot R&B/Hip-Hop Songs) | 6                 |
| Stany Zjednoczone (Hot Rap Songs)         | 8                 |
| Szwajcaria (Schweizer Hitparade)          | 68                |
| Wielka Brytania (UK Albums Chart)         | 46                |
| Wielka Brytania (UK R&B Charts)           | 14                |